# Sagnat
Sagnat è un comune francese di 195 abitanti situato nel dipartimento della Creuse nella regione della Nuova Aquitania.

## Storia

### Simboli
Lo stemma è stato adottato dal comune nel 2015. La cannuccia di palude (in francese Sagne) richiama il nome del comune; le moscature d'armellino sottolineano l'appartenenza alla regione del Limosino; la catena è l'attributo di san Pietro in Vincoli.

## Società

### Evoluzione demografica
Abitanti censiti